# 福田真史
福田真史（1976年—），日裔美国人，生于大阪府高槻市，词曲作者、合唱团指挥，One Voice儿童合唱团创建者，毕业于杨百翰大学。
他是一名音乐神童，4岁时创作了第一首钢琴曲。八岁时就读于雅马哈音乐中心，学习音乐创作以及如何与乐团合作。高中二年级时，他参加了一所位于犹他州普若佛市的私立学校子午线学校的学生交流项目，在活动中遇到了杨百翰大学的教授，并被说服进入杨百翰大学学习。
在大学期间，他赢得了一项音乐创作比赛，使他的音乐作品在2002年冬季奥林匹克运动会中被用作配乐。他请了1621名小学生帮他制作奥运纪念CD《Light Up the Land》。其中一些学生是2002年冬奥会儿童合唱团的成员，福田真史则志愿训练他们。在盐湖城冬奥会结束后，孩子们想继续一起合作，于是福田真史创建了One Voice儿童合唱团。

## 相关链接
- One Voice儿童合唱团官网 （页面存档备份，存于）